# Нишонов, Бобожон
Бобожон Нишонов (узб. Bobojon Nishonov, Бобожон Нишонов) (1930, Риштан, Ферганская область, Узбекская ССР) — гончар, Народный художник Узбекистана (1973).

## Биография
Нишанов Бабаджон родился в Риштане в 1930 году в таджикской семье. Представитель пятого поколения потомственных мастеров - керамистов. Учился с братьями Абдусаттором (1928 г. р.) и Абдукаххором (1940 г. р.) у своего отца известного мастера, кузагара Усто Нишонбой Заиров (1900—1967 гг.). Дед — Усто Мазаир Джаббаров — известный мастер начала XX в.
С 1942 года работает самостоятельно. Всю трудовую жизнь провел на Риштанском керамическом заводе, воспитав не одно поколение мастеров-керамистов, обучил ремеслу и своих сыновей. Имеет множество наград. В 1950—70-е гг. активно участвовал в выставках.
Произведения мастера находятся в коллекциях Музея истории народов Узбекистана, Музее декоративно-прикладного искусства Узбекистана. В настоящее время Усто Бабаджон уже не работает, но как старейшина «цеха» риштанских керамистов пользуется большим авторитетом среди более молодых мастеров.

## Награды
- Удостоен звания «Народный художник Узбекистана» (1973)